# 吉什
吉什（法語：Guiche，法語發音：[ɡiʃ]）是法國大西洋比利牛斯省的一个市镇，属于巴约讷区。

## 地理
吉什（43°30'42"N, 1°12'15"W）面积24.85 平方千米，位于法国新阿基坦大区大西洋比利牛斯省，该省份为法国东南部省份，涵盖了贝阿恩与北巴斯克，西临大西洋比斯開灣，北至朗德省，东北接热尔省，东临上比利牛斯省，南与西班牙接壤。
与吉什接壤的市镇（或旧市镇、城区）包括：于尔特、阿斯坦格、圣洛朗德戈斯、圣玛丽德戈斯、巴尔多斯、萨姆。
吉什的时区为UTC+01:00、UTC+02:00（夏令时）。

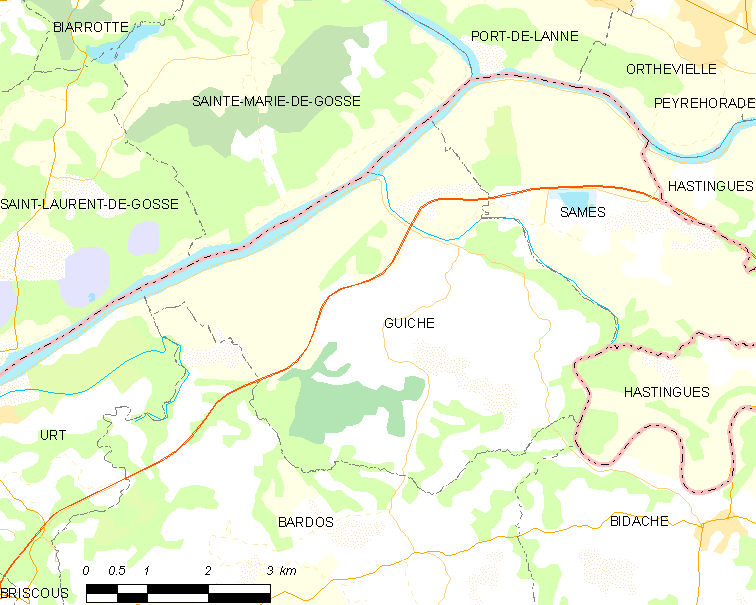
吉什的OSM定位图

## 行政
吉什的邮政编码为64520，INSEE市镇编码为64250。

## 政治
吉什所属的省级选区为尼夫-阿杜尔县。

## 人口

1962-2008年间吉什人口变化图示

吉什于2022年1月1日时的人口数量为1054人。